# Chiropterotriton arboreus
Espèce
Synonymes
- Bolitoglossa arborea Taylor, 1941

Statut de conservation UICN

 CR B1ab(i,ii,iii) : 
En danger critique
Chiropterotriton arboreus est une espèce d'urodèles de la famille des Plethodontidae.
Cette espèce n'a pas été observée depuis le début des années 1980, elle est peut-être éteinte.

## Répartition
Cette espèce est endémique du Mexique. Elle se rencontre dans les environs de Tianguistengo dans l'État de Hidalgo et dans la Mesa de Necaxa dans l'État de Puebla entre 1 900 et 2 100 m d'altitude.

## Publication originale
- Taylor, 1941 : New plethodont salamanders from Mexico. Herpetologica, vol. 2, p. 57-65.